# بدر سيار الشمري
بدر سيار عيد عفاس الشمري (20 يناير 1973 -)، لواء متقاعد وسياسي كويتي، ونائب في مجلس الأمة الكويتي.

## السيرة الذاتية
وُلد بدر سيار بالكويت عام 1973، وحصل على بكالوريوس علوم الشرطة من أكاديمية سعد العبد الله للعلوم الأمنية، وكان يشغل منصب مدير إدارة الهجرة في منطقة الجهراء، وتقاعد برتبة لواء من وزارة الداخلية، وشارك لأول مرة في انتخابات مجلس الأمة الكويتي 2022 في الدائرة الرابعة، وحصل على المركز الحادي عشر برصيد 4،113 صوت وخسر بالانتخابات، كما شارك في انتخابات مجلس الأمة الكويتي 2023 في الدائرة الرابعة، وحصل على المركز الأول برصيد 8,487 صوت وفاز بالانتخابات.